# فريديريك لو كلارك
فريديريك لو كلارك (بالفرنسية: Frédéric Leclerc )‏ (و. 1810 – 1891 م) هو طبيب، من فرنسا، ولد في تور، توفي في بلومفيلد، عن عمر يناهز 81 عاماً.